# イヴァナ (歌手)
イヴァナ（Ивана、ラテン文字転写:Ivana）、本名ヴァーニャ・トドロヴァ・カルドヴァВаня Тодорова Калудова、ラテン文字転写 Vanya Todorova Kaludova）はブルガリア東部アイトス出身のポップ・フォーク歌手。ブルガリア・ポップ・フォークの歌手の中でも活動期間が長く、また多くの作品をリリースしている。

## アルバム
- 100 patrona（2000年）
- Ivana - Live（2001年）
- Mirishe na... ljubov（2003年）
- Bez Granici（2003年）
- Njama spirane（2004年）
- Doza ljubov（2005年）
- Single+best collection:"Dazhd ot rozi"(multimedia CD)（2006年）
- Praznik vseki den/party single/（2006年）
- Ivana MP3 Hits collection（2007年）

## DVD
- "Bez Granici"（2004年）
- "Best Video Selection 1"（2005年）
- Ivana & Indira : "Zvezdi na scenata-live"（2005年）
- "Best Video Selection 02"（2007年）